# Paolo Medina
Paolo Medina Etienne (Orizaba, Veracruz, México; 28 de mayo de 1999) es un futbolista Mexicano, juega como lateral derecho y su actual equipo es el Club León de la Liga MX

## Trayectoria

### Deportivo Alcobendas
Paolo Medina inició su carrera como futbolista en las fuerzas básicas del Deportivo Alcobendas entre 2007 donde salió en el 2009 con tan solo 10 años.

### Real Madrid C. F.
Ingresó el 1 de julio de 2009 a las fuerzas básicas del Real Madrid C. F. procedente del Alcobendas en 2009. Con el Real Madrid, Medina fue destacando y pasando por distintas categorías del club merengue, hasta incluso disputar la UEFA Youth League siendo parte de un plantel en el que estaban futbolistas como Luca Zidane.
Paolo ha pasado por las diferentes categorías inferiores del Real Madrid como Alvín B (2009 y 2010), Alvín A (2010 y 2011), Infantil B (2011 y 2012), Infantil A (2012 y 2013), Cadete B (2013 y 2014), Cadete A (2014 y 2015), Juvenil C (2015 y 2016), Juvenil B (2016) y 2017).
Premio Golden Boy
El 12 de abril de 2017; Paolo Medina forma parte de los 98 jugadores nominado al Premio Golden Boy que se le otorga al mejor jugador de Europa menor de 21 años, entre los nominados compiten figuran como Luca Zidane, Gianluigi Donnarumma, Renato Sanches, Kylian Mbappé entre otros, quienes ya son figuras en sus equipos.

### S. L. Benfica
El 29 de agosto de 2017; se hace oficial el traspaso de Paolo Medina por el S. L. Benfica pero fue mandado de inmediato al S. L. Benfica "B", luego de haberse desvinculado del Real Madrid.

### C.F. Monterrey
Se oficial su llegada al Club de Fútbol Monterrey el 29 de julio de 2018 para integrarse a la categoría sub-20 con posibilidad de ser tomado en cuenta para el primer equipo.

### Monarcas Morelia
Tras dos torneos donde jugó 21 partidos con la sub-20 de los albiazules fue mandado a préstamo a los Monarcas Morelia para buscar oportunidades en el máximo circuito. Debutó profesionalmente con los michoacanos el 6 de agosto de 2019 en la victoria 1-0 ante el Club Puebla entrando de cambio al minuto 64' por Salvador Reyes en el partido correspondiente a Copa MX. Posteriormente debutaría como titular el 10 de enero de 2020 en la derrota por 0-1 de los Monarcas ante el Deportivo Toluca, partido correspondiente a la jornada 1 del Clausura 2020 de la Liga MX, jugó 72'minutos y fue sustituido por Martín Rodríguez.
Tras la adquisición de Monarcas Morelia el club cambia de sede y nombre a Mazatlán Fútbol Club, Paolo Medina se queda en condición de agente libre pues no entró en planes de Francisco Palencia, entrenador de la nueva franquicia.

### Panaitolikós Gymnastikós
El 28 de agosto de 2020 fue presentado oficialmente a Paolo Medina como nuevo jugador del Panaitolikós Gymnastikós de la Superliga de Grecia, llega como agente libre y firma un contrato por 3 años.

### Unión Deportiva Logroñés
En la temporada 2021-22, firma por la U. D. Logroñés de la Primera División RFEF.

### FC Hermannstadt
El 20 de julio de 2022, firma por el Hermannstadt de la Liga I de Rumania.

### AFC 04 Unirea Slobozia
El 1 de julio de 2024, firma por el Unirea slobozia de la Liga I de Rumania.

## Selección nacional

### Sub-16
Fue convocado por primera vez a la selección nacional el 31 de marzo de 2015 para disputar el Torneo Montaigu 2015 de la categoría sub-16.

### Sub-18
Fue convocado por primera vez a la selección nacional en febrero de 2016 para una concentración de la categoría sub-18. En mayo fue nuevamente convocado, esta vez a una gira por Portugal e Indiana, Estados Unidos.

## Clubes

### Estadísticas
| Club | Div           | Temporada     | Liga nacionales(1) | Liga nacionales(1) | Liga nacionales(1) | Copas nacionales(2) | Copas nacionales(2) | Copas nacionales(2) | Torneos internacionales | Torneos internacionales | Torneos internacionales | Total | Total | Total  | Media goleadora |
| Club | Div           | Temporada     | Part.              | Goles              | Asist.             | Part.               | Goles               | Asist.              | Part.                   | Goles                   | Asist.                  | Part. | Goles | Asist. | Media goleadora |
| --- | ------------- | ------------- | ------------------ | ------------------ | ------------------ | ------------------- | ------------------- | ------------------- | ----------------------- | ----------------------- | ----------------------- | ----- | ----- | ------ | --------------- |
| Monarcas Morelia · México                                                                                     | 1.ª           | 2019-20       | 2                  | 0                  | 0                  | 5                   | 0                   | 1                   | 0                       | 0                       | 0                       | 7     | 0     | 1      | 0.0             |
| Monarcas Morelia · México                                                                                     | Total club    | Total club    | 2                  | 0                  | 0                  | 5                   | 0                   | 1                   | 0                       | 0                       | 0                       | 7     | 0     | 1      | 0.0             |
| Panaitolikós · Grecia                                                                                         | 1.ª           | 2020-21       | 16                 | 0                  | 0                  | 1                   | 0                   | 0                   | 0                       | 0                       | 0                       | 17    | 0     | 0      | 0.0             |
| Panaitolikós · Grecia                                                                                         | Total club    | Total club    | 16                 | 0                  | 0                  | 1                   | 0                   | 0                   | 0                       | 0                       | 0                       | 17    | 0     | 0      | 0.0             |
| Logroñés · España                                                                                             | 1.ª           | 2021-22       | 23                 | 0                  | 0                  | 0                   | 0                   | 0                   | 0                       | 0                       | 0                       | 23    | 0     | 0      | 0.0             |
| Logroñés · España                                                                                             | Total club    | Total club    | 23                 | 0                  | 0                  | 0                   | 0                   | 0                   | 0                       | 0                       | 0                       | 23    | 0     | 0      | 0.0             |
| FC Hermannstadt · Rumania                                                                                     | 1.ª           | 2022-23       | 11                 | 0                  | 0                  | 4                   | 0                   | 0                   | 0                       | 0                       | 0                       | 15    | 0     | 0      | 0.0             |
| FC Hermannstadt · Rumania                                                                                     | 1.ª           | 2023-24       | 14                 | 0                  | 0                  | 3                   | 0                   | 0                   | 0                       | 0                       | 0                       | 17    | 0     | 0      | 0.0             |
| FC Hermannstadt · Rumania                                                                                     | Total club    | Total club    | 25                 | 0                  | 0                  | 7                   | 0                   | 0                   | 0                       | 0                       | 0                       | 32    | 0     | 0      | 0.0             |
| Unirea Slobozia · Rumania                                                                                     | 1.ª           | 2024-25       | 24                 | 0                  | 0                  | 0                   | 0                   | 0                   | 0                       | 0                       | 0                       | 24    | 0     | 0      | 0.0             |
| Unirea Slobozia · Rumania                                                                                     | Total club    | Total club    | 24                 | 0                  | 0                  | 0                   | 0                   | 0                   | 0                       | 0                       | 0                       | 24    | 0     | 0      | 0.0             |
| Total carrera                                                                                                 | Total carrera | Total carrera | 71                 | 0                  | 0                  | 13                  | 0                   | 1                   | 0                       | 0                       | 0                       | 84    | 0     | 1      | 0.0             |
| (1)Incluye datos de la Liga MX (2020), Superliga de Grecia (2020-Act). (2)Incluye datos de la Copa MX (2019). |               |               |                    |                    |                    |                     |                     |                     |                         |                         |                         |       |       |        |                 |

### Resumen estadístico
| Competición           | Partidos | Goles | Asistencias | Media goleadora |
| --------------------- | -------- | ----- | ----------- | --------------- |
| Primera división      | 71       | 0     | 0           | 0.0             |
| Copas nacionales      | 13       | 0     | 1           | 0.0             |
| Copas internacionales | 0        | 0     | 0           | 0.0             |
| Total                 | 84       | 0     | 1           | 0.0             |